# Oxya multidentata
Oxya multidentata är en insektsart som beskrevs av Zheng, Z. och K. Huo 1999. Oxya multidentata ingår i släktet Oxya och familjen gräshoppor. Inga underarter finns listade i Catalogue of Life.